# Арабські пригоди
«Арабські пригоди» (англ. Arabian Adventure) — британський пригодницький фільм 1979 року.

## Сюжет
У королівстві Джадур король Альказар править завдяки своїм магічним силам. Одного разу він дізнається, що існує чарівна троянда, яка дозволить йому панувати над усім світом. До нього в полон потрапляє принц Хасан з далекої країни, який закохується в дочку короля, принцесу Зулейру. Альказар пропонує йому, щоб отримати її руку, потрібно дістати чарівну троянду. Принц разом з маленьким хлопчиком вирушає на чарівному килимі в подорож, у якій йому доведеться подолати джинів, вогнедишних монстрів та підступне болото.

## У ролях
| Актор             | Роль             |
| ----------------- | ---------------- |
| Крістофер Лі      | халіф Альказар   |
| Майло О'Ши        | Хасім            |
| Олівер Тобіас     | принц Хасан      |
| Емма Семмс        | принцеса Зулейра |
| Пуніт Сіра        | Маджид           |
| Пітер Кашинг      | Вазир Аль Вузара |
| Капучіне          | Вахішта          |
| Міккі Руні        | Даад Ель Шур     |
| Джон Вайман       | Бахлул           |
| Джон Ратценбергер | Ахмед            |